# Yonsei-universitetet
Yonsei-universitetet, Yonsei University, (koreanska: 연세대학교 (延世大學校) Yonsei Daehakyo) är ett privat universitet med huvudcampus i Seoul i Sydkorea. 
Yonsei grundades 1865 och är Sydkoreas äldsta universitet. Det bildades i sin nuvarande form 1957 genom en sammanslagning av Yonhi College och Severance Union Medical College, efter det att dessa två institutioner hade nära samarbetat sedan 1920-talet. Yonhi College hade grundats som Chosun Christian College mars 1915, medan Severance hade sina rötter i Koreas första moderna sjukhus, Gwanghyewon, som hade grundats i april 1885 av den amerikanske protestantiske missionären Horace Newton Allen från Presbyterian Church in the USA. Namnet "Yonsei" bildades av de första stavelserna i  namnen på dessa två institutioner.
Universitetet har 30 000 studenter och ligger i centrala Seoul. 